# James Woods (actor)
James Howard Woods (Vernal, Utah, 18 de abril de 1947), conocido como James Woods, es un actor estadounidense, dos veces nominado a los premios Óscar y ganador de tres premios Emmy.
Se ganó una reputación como un prominente actor de carácter de Hollywood, apareciendo en más de 130 películas y series de televisión. Saltó a la fama por su papel de Gregory Powell en El campo de cebollas  de 1979. Además, ha aparecido en películas como Salvador (1986), Videodrome (1983), Érase una vez en América (1984), The Hard Way (1991), Chaplin (1992), Nixon (1995), Casino (1995), Contact (1997), Vampiros (1998), Another Day in Paradise (1998), Un domingo cualquiera (1999) o The Virgin Suicides (1999).

## Biografía

### Infancia y juventud
Woods nació en Vernal, Utah, su padre fue Gail Peyton Woods, un oficial de inteligencia de la Armada que murió en 1960 tras una operación quirúrgica, y su madre, Martha Dixon, que dirigió un colegio preescolar tras la muerte de su marido; tuvo un hermano llamado Michael Woods (7 de enero de 1957-26 de julio de 2006). Fue criado en la fe católica de su madre irlandesa-estadounidense e, incluso, fue monaguillo en la iglesia local. Creció en Warwick, Rhode Island, donde estudió en el colegio "Pilgrim High School".
Woods fue aceptado para ingresar a la Academia de la Fuerza Aérea de los Estados Unidos con la intención de convertirse en un piloto de guerra. Desafortunadamente, varias semanas antes de partir, Woods sufrió un accidente con un vidrio que le lesionó los tendones de una mano, y por ello su aceptación fue rechazada.
Woods entonces decidió estudiar en el MIT, donde estudió ciencias políticas (aunque originalmente quería estudiar para ser cirujano), pero abandonó la carrera en 1969 justo antes de su graduación para buscar una carrera como actor en Nueva York.  

### 1969-1977: Inicios en el mundo del teatro
Woods siempre afirma que su carrera se lanzó gracias a Tim Affleck, padre de los actores Ben y Casey Affleck, que en 1969 era el director de escena del Theatre Company of Boston y que lo contrató cuando todavía era estudiante del Inside the Actors Studio.
Woods apareció en 36 obras de teatro antes de su debut en Broadway en 1969 con The Penny Wars. Al añó siguiente, trabajó en la primera producción estadounidense de Frank McMahon Borstal Boy de Brendan Behan (1970) en el Lyceum Theatre. Consiguió el papel fingiendo que era británico. Volvió a Broadway al siguiente año encarnando a David Darst en The Trial of the Catonsville Nine de Daniel Berrigan también en el Lyceum Theatre. En 1971, hizo el papel de Bob Rettie en el estreno en Estados Unidos de Moonchildren de Michael Weller en el Arena Stage de Washington D. C. Un año después, la producción se trasladó al Royale Theatre de Broadway donde Woods compartió cartel con Edward Herrmann y Christopher Guest. En 1972, Woods ganó el Theatre World Award por esta intepretación. Volvería a Broadway en 1973 para la producción original de Jean Kerr Finishing Touches en el Plymouth Theatre.
A principios de los 70, hizo su debut en una breve aparición en la película de Elia Kazan Los visitantes (The Visitors) que se estrenó en el Festival Internacional de Cine de Cannes de 1972. Ese mismo año actuó en el film neo-noir El rastro de un suave perfume (Hickey & Boggs) (1972) protagonizado por Robert Culp y Bill Cosby. Al siguiente año, tuvo un papel secundario como antiguo novio de Barbra Streisand en el drama de Sydney Pollack Tal como éramos (The Way We Were) (1973). La década conitnuó con otros títulos como El jugador (The Gambler) (1974), el neo-noir La noche se mueve (Night Moves) (1975) con Gene Hackman y la comedia Amor bajo fianza (Alex & the Gypsy) (1976) con Jack Lemmon. También estuvo en el reparto de Robert Aldrich La patrulla de los inmorales (The Choirboys) (1977) junto a Charles Durning, Louis Gossett Jr., Randy Quaid y Burt Young.

### 1978–1989: Salto a la fama y reputación consolidada
Woods saltó a la primera aplana como marido de Meryl Streep en la aclamada miniserie de la NBC Holocausto (Holocaust) (1978). La serie se centra en una familia judía que intenta sobrevivir en la Alemania nazi. Aparte de Streep y Woods, la serie estaba protagonizada por Michael Moriarty y Rosemary Harris. Holocausto consiguió el Premio Emmy a la mejor serie además de otros tantos para Streep, Moriarty, Blanche Baker, Chomsky y Green. A siguiente año, Woods volvió a triunfar con El campo de cebollas (The Onion Field) (1979) en la que interpreta a Gregory Powell. El crítico del The Chicago Tribune Gene Siskel alabó a Woods de esta manera: "En el centro de "The Onion Field" hay un montón de actuaciones superiores. James Woods (el artista perseguido en "Holocausto") se destaca como Greg Powell, el cabecilla de los delincuentes, una criatura horrible con una cara llena de cicatrices y una personalidad de mercurio que va de asesino a paternal y asesino en cuestión de segundos. ." También opinó que "Woods merece una nominación al Premio de la Academia por este papel." Woods recibió nominaciones al Globo de Oro al mejor actor dramático, el National Society of Film Critics, y el New York Film Critics Circle Association, pero curiosamente no tuvo nominació para el Óscar.

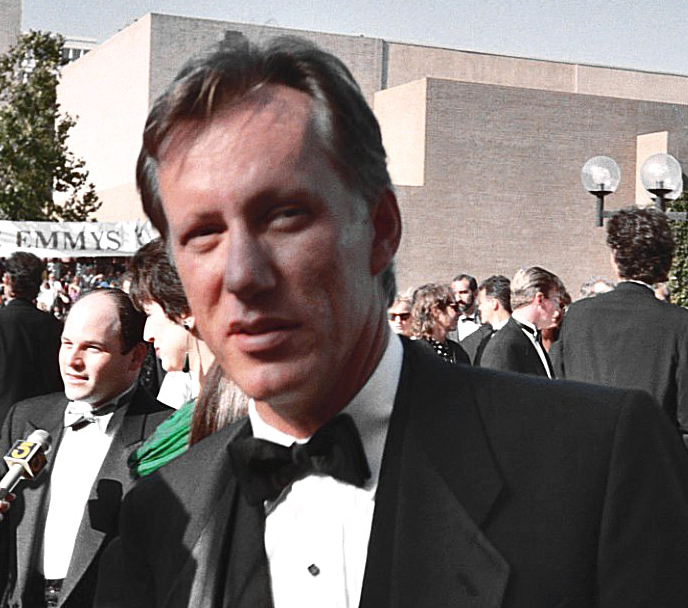
Woods en los Premios Emmy de 1992

A principios de la década de los 80, Woods interpretó a un conserje excéntrico e impredecible en el thriller dirigido por Peter Yates
El ojo mentiroso (Eyewitness) (1981) junto a Sigourney Weaver, William Hurt, Morgan Freeman y Christopher Plummer. Trabajó en el drama carcelario Celda sin número (Fast-Walking) (1982) en la que Variety elogiando al actor como alguien "siempre interesante de ver". Ese mismo año, entró en el reparto del drama psicológico Capturado (Split Image) (1982).
Woods protagonizó la película de ciencia ficción Videodrome escrita y dirigida por David Cronenberg (1983). El crítico Janet Maslin de The New York Times alabó las películas en estos términos: "Con diferencia, el toque más inspirado de Cronenberg es la elección de Woods, que aporta un heroísmo casi ambiguo al género de terror. En papeles de villano o siniestro. Woods ha sido sorprendente, pero ese tipo de casting es casi una redundancia. Aquí, sus bromas improvisadas le dan a la actuación un toque marcadamente auténtico. Y sus modales nerviosos e insinuantes incluso empiezan a parecer una especie de inocencia, en comparación con las actitudes tranquilas y tranquilizadoras de los megalómanos enloquecidos por los vídeos a los que se enfrenta."
En 1984, interpretaría a una de sus personajes más icónicos: el de Maximillian "Max" Bercovicz, un gánster judío en la icónica Érase una vez en América de Sergio Leone junto a Robert De Niro, Tuesday Weld y Joe Pesci. Woods considera este papel como uno de sus favoritos. El film se presentó en el Festival de Cannes y recibió una ovación de quince minutos. Ese mismo año protagonizó Constra todo riego (Against All Odds) que hace el papel de un propietario de un nightclub que contrata a una estrella del fútbol americano (Jeff Bridges), para que encuentre a su novia desaparecida.
En el drama de Oliver Stone Salvador (1986), Woods encarna al periodista Richard Boyle como un cronista de guerra en El Salvador. A pesar de sus críticas de que ""Salvador" es larga, inconexa y trata de contar demasiadas historias", escribió Roger Ebert en el Chicago Sun-Times, "este es el tipo de papel Woods nació para jugar". Por este papel, ganó el Premio Independent Spirit al mejor actor. Recibió su primer nominación al Óscar por esta interpretación. En 1987, Woods ganó el Premio Emmy al mejor actor por su interpretación como minusválido en La promesa (1986), que comparte cartel con James Garner y Piper Laurie. En 1989, Woods consiguió su segundo Premio Emmy por su papel de fundador de Alcohólicos Anónimos, Bill W. en el telefilm My Name Is Bill W. junto a James Garner y Gary Sinise.
En 1988, Woods interpretó a un hombre adicto a la cocaína en Impulso sensual (The Boost). Mientras que la crítica estuvo dividida sobre la película, fue bastante unánime en aplaudir la actuación de Woods. El crítico Roger Ebert declaró que fue "uno de los retratos más convincentes y horripilantes de la drogadicción que he visto jamás". También añadió: "Woods es uno de los actores más intensos e impredecibles del cine actual. Observas a sus personajes porque parecen capaces de explotar, no por ira, sino por dolor, vergüenza y baja autoestima. Están heridos, pero se defienden siendo más inteligentes que los demás y usando bromas y sarcasmo para mantener a la gente a distancia." En 1989, Woods acompañó a Robert Downey Jr. y Yuji Okumoto en Solo ante la ley /(True Believer) y posteriormente junto a Glenn Close, Mary Stuart Masterson y Kevin Dillon encabezaron el reparto de Casi una familia (Immediate Family) . El crítico Roger Ebert comentó que "Woods está atenuado respecto a sus otras actuaciones recientes. Es el mejor actor de Hollywood en interpretar maníacos, locos, intrigantes hiperactivos y estafadores inteligentes, pero aquí simplemente interpreta a un marido más o menos normal con deseos y pasiones comunes. Close y él hacen una pareja convincente."

### 1990–1999: Actor establecido

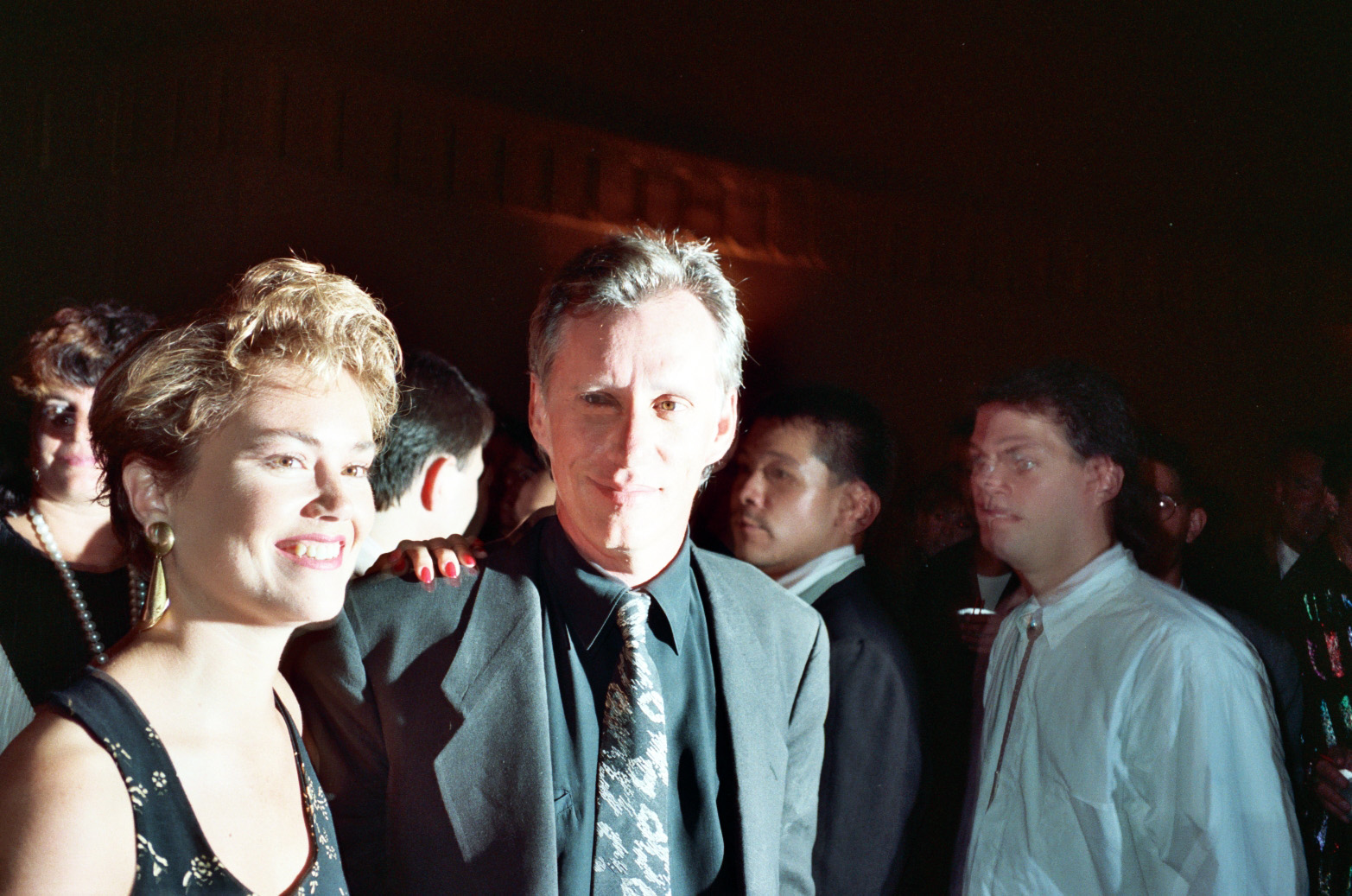
Woods en el acto benéfico del Proyecto SIDA el septiembre de 1990

Woods pudo haber tenido un papel protagónico en el debut de Quentin Tarantino Reservoir Dogs (1992), pero su agente rechazó el guion sin ni siquiera enseñárselo al actor. Cuando Woods tuvo conocimiento de este hecho, despidió a sus agente (CAA) para sustitutirlos por ICM. Ese año, encarnó a Roy Cohn en el telefilm de HBO Citizen Cohn (1992) dirigida por Frank Pierson con los debutantes Lee Grant, Frederic Forrest y Pat Hingle. Tony Scott de Variety alababa la actuación de Woods escribiendo "Es el show de Cohn y James Woods, en un reparto imaginativo, es desconcertante, desde el paciente confundido internado en el hospital hasta el fiscal gay homófobo y de ritmo inteligente que conoce todos los trucos viciosos para atrapar a sus oponentes. La interpretación de Woods, repleta de matices, es magistral." Por esta actuación, consiguió nominaciones para los Globos de Oro y los Premios Emmy al mejor actor de serie o telefilm. También tuvo un papel secundario del abogado Joseph Scott en el biopic Chaplin (1992) dirigida por Richard Attenborough y protagonizada por Robert Downey Jr.
Con Chaplin inaugura una serie de película donde, si bien no es el protagonista, forma parte de un elenco de estrellas que participan en un mismo proyecto. Así, es actor secundario en el papel del apostador Lester Diamond, en Casino Martin Scorsese (1995), junto a Robert De Niro, Sharon Stone y Joe Pesci. Cuando Woods se enternó que Scorsese estaba interesado en incluirlo en el reparto, le dijo a la oficina de Scorsese: "En cualquier momento, en cualquier sitio, en cualquier papel, con cualquier salario." También en 1995, hizo el papel de H.R. Haldeman en el biopic de Oliver Stone Nixon, junto a Anthony Hopkins que interpretaba a Richard Nixon. Woods recibiría la nominación al Screen Actors Guild Award junto al resto del reparto. Ese mismo año protagonizó el telefilm de HBO Enjuiciamiento: El Caso McMartin (Indictment: The McMartin Trial) junto a Mercedes Ruehl consiguiendo las nominaciones a los Globos de Oro y a los Premios Emmy al mejor actor protagonista en telefilm o miniserie.

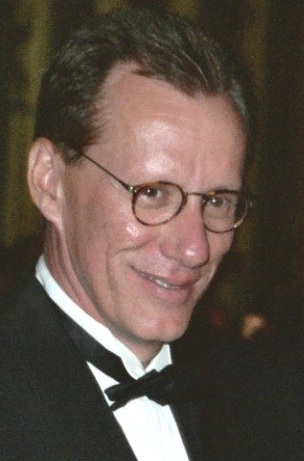
Woods en 1995

En la película de Rob Reiner Fantasmas del pasado (Ghosts of Mississippi) (1996), Woods apareció junto a Alec Baldwin y Whoopi Goldberg. Interpretó a Byron De La Beckwith, un líder supremacista que asesinó al activista de derechos civiles Medgar Evers en 1963. El film no fue un éxito de taquilla y fue recibido de manera tibia por la crítica. Janet Maslin, en su crítica de New York Times escribió "la interpretación de Woods como el viejo y odioso Beckwith es la principal señal de vida de la película." Los Angeles Times publicó un artículo titulado "James Woods is So Good at Being Bad" y en el artículo afirma que Woods presionó agresivamente al director Rob Reiner para el papel, que originalmente pretendía para un actor de unos 70 años, como Paul Newman.
"El acento de Beckwith en Mississippi, que Woods perfeccionó viendo cintas y trabajando con un entrenador de acento, lo ayudó a distanciarse del personaje. "Me imaginé que estaba hablando un idioma extranjero". Woods ganó otra nominación a los Globos de Oro al actor de reparto y su segunda nominación a los Oscar en el mismo apartado.
Woods pondría la voz en Hades en la película animada de Disney, Hercules (1997), donde recibió la alabanza de la crítica. El crítico Roger Ebert describe que la interpretación de Woods como lleno de "alegría diabólica" y comparó su actuación de "inventiva verbal" al de Robin Williams en Aladdín. Janet Maslin del The New York Times también alba la actuación de Woods remarcando que "Woods muestra el entusiasmo completo de una villana nerviosa de Scarfe". Volvió a recoger el personaje en la serie homónima de televisión (donde ganó el Premio Daytime Emmy en 2000 por su trabajo en la temporada 2), así como también en House of Mouse (2001–2003), la serie de videojuegos de Kingdom Hearts, Disney Speedstorm (2023), y Once Upon a Studio (2023). Woods apareció en el debut de dirección de Sofia Coppola Las vírgenes suicidas (The Virgin Suicides) (1999) junto a Kirsten Dunst, Josh Hartnett y Kathleen Turner.

### 2000-presente
Con la entrada del nuevo siglo, Woods dejó la voz en varias películas, videojuegos y series de televisión como otra película Disney, La banda del patio (Recess: School's Out) (2001) como el Dr. Phillium Benedict, el retorcido ex director que intenta abolir las vacaciones de verano. Woods también puso la voz al Halcón en Stuart Little 2 (2002). También apareció en el thriller John Q. (2002) con Denzel Washington y tuvo un cameo en Be Cool (2005). En 2007, Woods se especializó en el mundo del doblaje al hacer el papel de Reggie Belafonte, una nutria marina de mal genio, en la película de animación de Sony Pictures Animation, Locos por el surf (Surf's Up). El personaje es el de promotor al estilo de Don King del rival del protagonista. De 2005 a 2016, Woods desempeñó un papel recurrente como él mismo en Padre de familia de Seth MacFarlane. Ha seguido dando voz a Hades en los videojuegos Kingdom Hearts. Desde 2016, también ha interpretado el papel de Lex Luthor en la serie animada Justice League Action. De 2006 a 2008, Woods protagonizó la serie dramática legal de CBS Shark. Interpretó a un infame abogado defensor que, después de desilusionarse cuando su cliente comete un asesinato, se convierte en un fiscal exitoso en la oficina del Fiscal de Distrito del Condado de Los Ángeles.
En 2011, Woods protagonizó el telefilm de HBO Malas noticias (Too Big to Fail ) basado en el libro Too Big to Fail de Andrew Ross Sorkin. En el reparto, también figuraban Paul Giamatti, William Hurt, Cynthia Nixon, Tony Shalhoub y Bill Pullman. Woods defendía el papel de Richard S. Fuld, Jr., CEO de Lehman Brothers. Ken Tucker de Entertainment Weekly escribía que Woods que "encarnó el papel con agresión machista con suavidad de aceite de serpiente".
Por esta interpretación, Woods ganó las nominaciones al Premio del Sindicato de Actores al mejor actor de televisión - Miniserie o telefilme y el Premio Emmy al mejor actor de reparto en serie o telefilm. En 2012, Woods apareció en la serie Coma junto a Geena Davis, Richard Dreyfuss y Ellen Burstyn. La serie fue producida por Ridley Scott y Tony Scott. En 2013, Woods se unió al reparto de la aclamada serie Ray Donovan en el papel de Patrick "Sully" Sullivan.

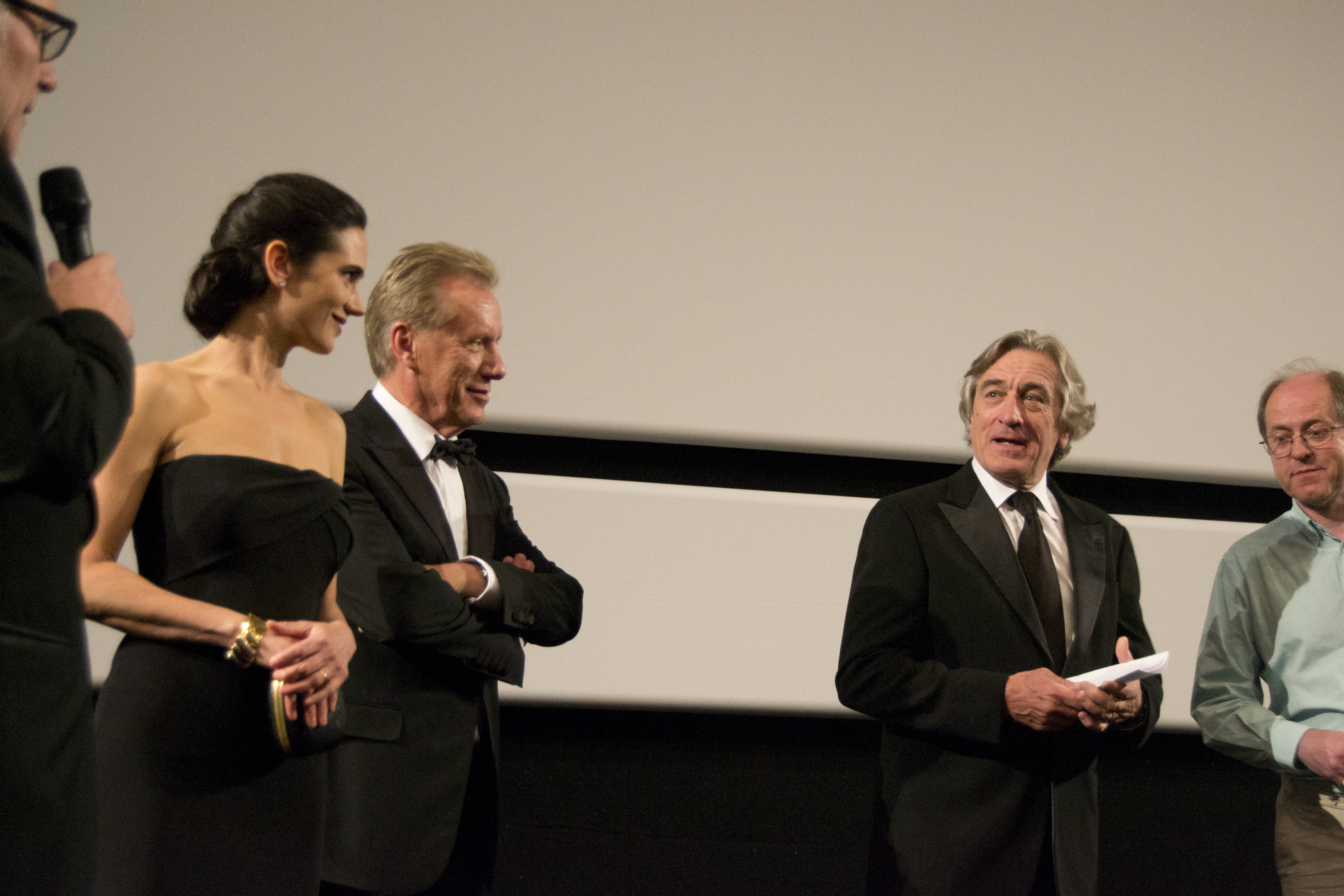
Woods, junto a Robert De Niro y Jennifer Connelly en el homenaje de Érase una vez en América en el Festival de Cannes en 2012.

Woods fue la aparición en el episodio "Homer and Apu" de Los Simpsons y en ocho episodios de Family Guy, que se desarrolla en el estado natal de Woods Rhode Island. De hecho, También es el homónimo del Instituto James Woods en la serie. El nombre de la escuela secundaria se cambió más tarde a Adam West High School para reflejar la muerte de Adam West, quien era un personaje del programa. Woods ha prestado su voz a videojuegos como Grand Theft Auto: San Andreas, interpretando en este caso al agente del gobierno Mike Toreno. En 2012, Woods fue al aniversario del montaje restaurado de Once Upon a Time in America que fue presentado en el Festival de Cannes. La proyección fue posible gracias a Martin Scorsese y su Fundación de Cine, quienes restauraron digitalmente la película e incluyeron 40 minutos adicionales de metraje. Woods, Robert De Niro, Jennifer Connelly y Elizabeth McGovern fueron a la presentación del film.
En 2017, Woods hizo una aparición en los Writers Guild of America Awards para honrar a su amigo Oliver Stone, con quien colaboró en tres películas (Salvador, Nixon y Un domingo cualquiera), para recibir el premio a toda una carrera. En la ceremonia, Woods bromeó con la anfitriona Patton Oswalt. Woods trabajó como productor ejecutivo en el film de Christopher Nolan Oppenheimer (2023). Woods y J. David Wargo quisieron agradecer al productor Charles Roven cuando el film ganó el Óscar a la mejor película quién les dio crédito por darle el libro American Prometheus: The Triumph and Tragedy of J. Robert Oppenheimer y que fue la base de la película.

## Vida personal

### Relaciones y matrimonios
En 1980, Woods se casó con la diseñadora de vestuario Kathryn Morrison-Pahoa. Se divorciaron en 1983. En 1989, se casó con la jinete de 26 años y propietaria de una boutique Sarah Owen, pero se divorciaron cuatro meses después. En 1992, Woods tuvo una relación con Heather Graham, su compañera en el reparto de la película Diggstown.
El 14 de diciembre de 2015, mientras estaba conduciendo solo en una tormenta de nieve por la Interstatal 70 en Glenwood Canyon, Colorado, un conductor que iba a exceso de velocidad perdió el control y chocó contra otros cinco coches. Woods desvió su Jeep Grand Cherokee para evitar el accidente y chocó contra un muro de contención, deslizó unos 30 metros una barandilla sobre el Río Colorado. Sufrió una conmoción cerebral leve pero pudo salvar su vida.

### Intereses

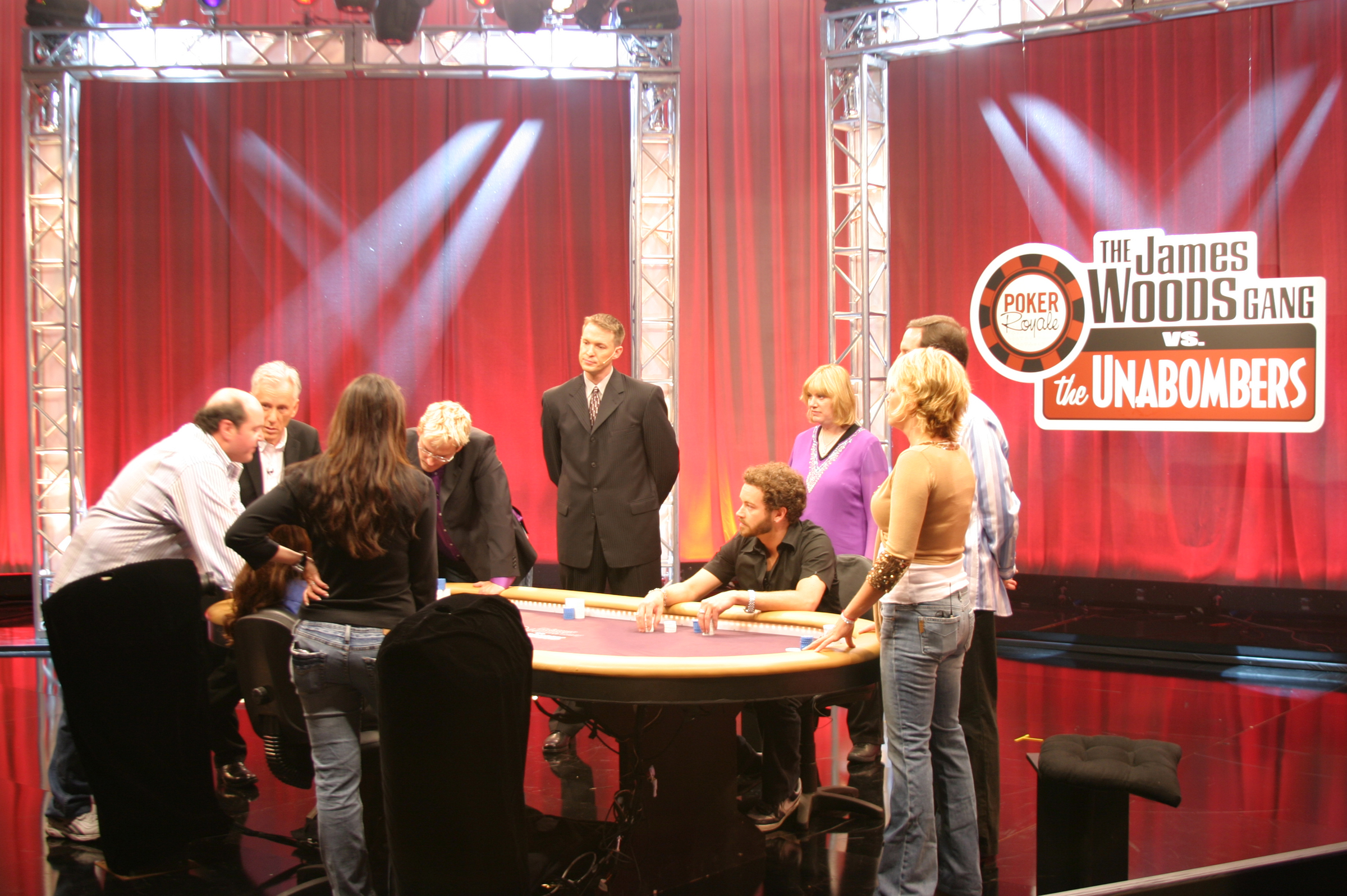
Woods jugando al póker en el Pechanga Resort and Casino de California en 2005

En  una entrevista en la presentación del videojuego Kingdom Hearts II, Woods confesó ser un apasionado de los videojuegos. También es un coleccionista de antigüedades en Rhode Island. 
Woods es un apasionado jugador de póker, jugando y apostando en numerosos torneos. Jugó en las series de Hollywood Home Game de WPT en 2004 para el acto benéfico de la Asociación Estadounidense del Corazón. En 2018, participó en más de 80 torneos, donde se incluyen un séptimo puesto en la Serie Mundial de Póquer de 2015 y el quinto puesto en el mismo torneo de 2018 en Bally's Las Vegas.

### Polémicas legales
En 1988, Woods denunció a la actriz a Sean Young por 2 millones de dólares, acusándola de acosarlo después de que aparecieron juntos en la película The Boost. Más tarde, Young respondió que Woods había reaccionado exageradamente cuando ella rechazó sus insinuaciones en el set. La demanda se resolvió extrajudicialmente en agosto de 1989, incluido un pago de 227.000 dólares a Young para cubrir sus costos legales.
En 2006, el hermano menor de Woods Michael Jeffrey Woods murió a causa de un paro cardiaco a los 49 años. Woods denunció al Kent Hospital de Warwick (Rhode Island), de negligencia. El juicio se celebró en 2009.
En julio de 2015, Woods denunció al usuario anónimo de Twitter llamado Abe List y a diez usuarios más por valor de diez millones de dólares por libelo al acusarlo de ser un "adicto a la cocaína". Woods buscó sin éxito obtener el nombre del usuario de Twitter. El Tribunal Superior de Los Ángeles denegó su pleito en octubre de 2015, sosteniendo que no podía "usar el proceso legal para perforar el anonimato de los usuarios de Internet a menos que [él] pueda hacer una prima facie." Sin embargo, en un fallo posterior inesperado, la moción Anti-SLAPP del usuario fue denegada y a Woods se le permitió continuar con su demanda contra List, y los otros diez acusados fueron retirados de la demanda. En octubre de 2016, el recurso del demandado fue desestimado. La abogada Lisa Bloom, que representó al usuario anónimo de Twitter, reveló que el usuario había muerto repentinamente. El caso se resolvió fuera de los tribunales poco después, y Woods recibió una carta de Bloom diciendo que su cliente "se arrepintió de haber hecho el tweet y además lamenta cualquier daño causado a la reputación del Sr. Woods por el tweet".

### Activismo político
James Woods fue miembro del Partido Demócrata hasta el juicio político de Bill Clinton. Años más tarde apoyó a Donald Trump como presidente y como candidato a Presidente de los Estados Unidos. Es uno de los grandes defensores de la gestión del magnate en las redes, especialmente en Twitter, y uno de los grandes opositores de Biden, del Partido Demócrata y los grandes medios de comunicación norteamericanos.
En una entrevista para el diario Los Angeles Times el 17 de agosto de 2006, Woods condenó a Hamás y Hezbolá por los ataques a Israel en la Guerra del Líbano. El 4 de julio de 2018 The Gersh Agency, la agencia de representación de Woods desde hace muchos años, anunciaba que dejaba de representar al actor. Woods declaró que la agencia lo despidió debido a sus opiniones políticas. También comentó que era uno de los muchos actores de corte conservador que no comparten sus pensamientos porque "la lista negra contra los conservadores en Hollywood es muy real."

## Filmografía
Cine
| Año  | Película                             | Director                                 | Personaje                  |
| ---- | ------------------------------------ | ---------------------------------------- | -------------------------- |
| 1972 | Los visitantes                       | Elia Kazan                               | Bill Schmidt               |
| 1972 | Hickey & Boggs                       | Robert Culp                              | Teniente Wyatt             |
| 1974 | El jugador                           | Karel Reisz                              | Banquero                   |
| 1975 | Night Moves                          | Arthur Penn                              | Quentin                    |
| 1975 | Distance                             | Anthony Lover                            | Larry Vincent              |
| 1976 | Alex & the Gypsy                     | John Korty                               | Crainpool                  |
| 1976 | Raid on Entebbe                      | Irvin Kershner                           | Capt. Sammy Berg           |
| 1977 | La patrulla de los inmorales         | Robert Aldrich                           | Harold Bloomguard          |
| 1979 | El campo de cebollas                 | Harold Becker                            | Gregory Powell             |
| 1980 | The Black Marble                     | Harold Becker                            | El violinista              |
| 1981 | El ojo mentiroso                     | Peter Yates                              | Aldo                       |
| 1982 | Split Image                          | Ted Kotcheff                             | Charles Pratt              |
| 1982 | Celda sin número                     | James B. Harris                          | Fast-Walking               |
| 1983 | Videodrome                           | David Cronenberg                         | Max Renn                   |
| 1984 | Against All Odds                     | Ted Kotcheff                             | Jake Wise                  |
| 1984 | Érase una vez en América             | Sergio Leone                             | Max                        |
| 1985 | Cat's Eye                            | Lewis Teague                             | Dick Morrison              |
| 1985 | Joshua Then and Now                  | Ted Kotcheff                             | Joshua Shapiro             |
| 1986 | La promesa                           | Glenn Jordan                             | D.J.                       |
| 1986 | Salvador                             | Oliver Stone                             | Richard Boyle              |
| 1987 | Best Seller                          | John Flynn                               | Cleve                      |
| 1988 | Cop                                  | James B. Harris                          | Lloyd Hopkins              |
| 1988 | The Boost                            | Harold Becker                            | Lenny Brown                |
| 1989 | Solo ante la ley                     | Joseph Ruben                             | Eddie Dodd                 |
| 1989 | Immediate Family                     | Jonathan Kaplan                          | Linda Spector              |
| 1991 | The Hard Way                         | John Badham                              | John Moss                  |
| 1991 | The Boys                             | Glenn Jordan                             | Walter Farmer              |
| 1992 | Straight Talk                        | Barnet Kellman                           | Jack                       |
| 1992 | El golpe perfecto                    | Michael Ritchie                          | Gabriel Caine              |
| 1992 | Chaplin                              | Richard Attenborough                     | Joseph Scott               |
| 1994 | El especialista                      | Luis Llosa                               | Ned Trent                  |
| 1994 | Curse of the Starving Class          | J. Michael McClary                       | Weston Tate                |
| 1994 | La huida                             | Roger Donaldson                          | Jack Benyon                |
| 1995 | Nixon                                | Oliver Stone                             | H.R. Haldeman              |
| 1995 | Casino                               | Martin Scorsese                          | Lester Diamond             |
| 1995 | El corredor de la muerte             | Tim Metcalfe                             | Carl Panzram               |
| 1995 | For Better or Worse                  | Jason Alexander                          | Reggie Makeshift           |
| 1996 | Ghosts of Mississippi                | Rob Reiner                               | Byron De La Beckwith       |
| 1997 | Contact                              | Robert Zemeckis                          | Michael Kitz               |
| 1997 | Hércules                             | Ron Clements y John Musker               | Hades (voz)                |
| 1997 | Kicked in the Head                   | Matthew Harrison                         | Tío Sam                    |
| 1998 | Another Day in Paradise              | Larry Clark                              | Mel                        |
| 1998 | John Carpenter's Vampires            | John Carpenter                           | Jack Crow                  |
| 1999 | Las vírgenes suicidas                | Sofia Coppola                            | Sr. Lisbon                 |
| 1999 | True Crime                           | Clint Eastwood                           | Alan Mann                  |
| 1999 | The General's Daughter               | Simon West                               | Coronel Moore              |
| 1999 | Any Given Sunday                     | Oliver Stone                             | Dr. Harvey Mandrake        |
| 1999 | Play It to the Bone                  | Ron Shelton                              | Fan del ring               |
| 2001 | Recess: School's Out                 | Chuck Sheetz                             | Dr. Philium Benedict (voz) |
| 2001 | Final Fantasy: The Spirits Within    | Hironobu Sakaguchi y Motonori Sakakibara | General Hein (voz)         |
| 2001 | Scary Movie 2                        | Keenen Ivory Wayans                      | Padre McFeely              |
| 2001 | Race to Space                        | Sean McNamara                            | Dr. Wilhelm von Huber      |
| 2001 | Riding in Cars with Boys             | Penny Marshall                           | Mr. Leonard Donofrio       |
| 2002 | John Q                               | Nick Cassavetes                          | Dr. Raymond Turner         |
| 2002 | Stuart Little 2                      | Rob Minkoff                              | Halcón (voz)               |
| 2003 | Northfork                            | Michael Polish                           | Walter O'Brien             |
| 2003 | This Girl's Life                     | Ash Baron-Cohen                          | Pops                       |
| 2004 | The Easter Egg Adventure             | John Michael Williams                    | Grab Takit (voz)           |
| 2005 | Ark                                  | Kenny Hwang                              | Jallak (voz)               |
| 2005 | Be Cool                              | F. Gary Gray                             | Tommy Athens               |
| 2005 | Pretty Persuasion                    | Marcos Siega                             | Hank Joyce                 |
| 2006 | End Game                             | Andy Cheng                               | Vaughn Stevens             |
| 2007 | Surf's Up                            | Ash Brannon y Chris Buck                 | Reggie Belafonte (voz)     |
| 2008 | An American Carol                    | David Zucker                             | Agente Crosslight          |
| 2010 | Justice League: Crisis on Two Earths | Sam Liu y Lauren Montgomery              | Owlman (voz)               |
| 2011 | Straw Dogs                           | Rod Lurie                                | Tom Heddon                 |
| 2013 | Jobs                                 | Joshua Michael Stern                     | Jack Dudman                |
| 2013 | White House Down                     | Roland Emmerich                          | Walker                     |
| 2013 | Officer Down                         | Brian A. Miller                          | Capitán Verona             |
| 2014 | Jamesy Boy                           | Trevor White                             | Teniente Mark Falton       |
| 2016 | Almost Heroes 3D                     | Kyung Ho Lee y Wonjae Lee                | Victor (voz)               |

Televisión
| Año       | Título original                             | Director                                        | Personaje                  | Notas                                     |
| --------- | ------------------------------------------- | ----------------------------------------------- | -------------------------- | ----------------------------------------- |
| 1971      | All the Way Home                            | Fred Coe                                        | Andrew Lynch               | Telefilm                                  |
| 1972      | Footsteps                                   | Paul Wendkos                                    | Reportero                  | Telefilm                                  |
| 1972      | A Great American Tragedy                    | J. Lee Thompson                                 | Rick                       | Telefilm                                  |
| 1974      | Kojak                                       |                                                 | Caz                        | Episodio: "Death is not Passing Grade"    |
| 1974      | The Rockford Files                          |                                                 | Larry Kirkoff              | Episodio: "The Kirkoff Case"              |
| 1975      | Welcome Back, Kotter                        |                                                 | Alex Welles                | Episodio: "The Great Debate"              |
| 1975      | The Streets of San Francisco                |                                                 | Doug                       | Episodio: "Trail of terror"               |
| 1975      | The Rookies                                 |                                                 | Ted Ayres                  | Episodio: "A Time to Mourn"               |
| 1975      | Foster & Laurie                             | John Llewellyn Moxey                            | Walter el adicto           | Telefilm                                  |
| 1975      | F. Scott Fitzgerald in Hollywood            | Anthony Page                                    | Leonard 'Lenny' Schoenfeld | Telefilm                                  |
| 1976      | Bert D'Angelo/Superstar                     |                                                 | Fletcher                   | Episodio: "Cops who sleep together"       |
| 1976      | Barnaby Jones                               |                                                 | Danny Reeves               | Episodio: "Sins of Thy Father"            |
| 1976      | Horizon                                     |                                                 | Art Lewis                  | Episodio: "Billion Dollar Bubble"         |
| 1976      | The Disappearance of Aimee                  | Anthony Harvey                                  | Walter el adicto           | Película de TV                            |
| 1976      | Police Story                                |                                                 | Lewis Packer               | Episodio: "Thanksgiving"                  |
| 1977      | Family                                      |                                                 | Dr. Robert Styles          | Episodio: "An Eye to the Future"          |
| 1978      | Holocausto                                  |                                                 | Karl Weiss                 | Miniserie de televisión                   |
| 1978      | The Billion Dollar Bubble                   | Brian Gibson                                    | Art Lewis                  | Película de TV                            |
| 1978      | The Gift of Love                            | Don Chaffey                                     | Alfred Browning            | Película de TV                            |
| 1979      | The Incredible Journey of Doctor Meg Laurel | Guy Green                                       | Sin Eater                  | Película de TV                            |
| 1979      | ...And Your Name Is Jonah                   | Richard Michaels                                | Danny Corelli              | Película de TV                            |
| 1979      | Young Maverick                              |                                                 | Lem Fraker                 | 2 episodios                               |
| 1985      | Badge of the Assassin                       | Mel Damski                                      | Robert K. Tanenbaum        | Película de TV                            |
| 1989      | My Name Is Bill W.                          | Daniel Petrie                                   | Bill Wilson                | Película de TV                            |
| 1990      | Women and Men: Stories of Seduction         | Frederic Raphael, Tony Richardson y Ken Russell | Robert                     | Película de TV                            |
| 1992      | Citizen Cohn                                | Frank Pierson                                   | Roy Marcus Cohn            | Película de TV                            |
| 1993      | Dream On                                    |                                                 | Dennis Youngblood          | Episodio: "Oral Sex, Tapes and Videotape" |
| 1993      | Fallen Angels                               |                                                 | Mickey Cohen               | Episodio: "Since I don't have you"        |
| 1994      | The Simpsons                                |                                                 | Él mismo                   | Episodio: "Hommer and Apu"                |
| 1994      | Jane's House                                | Glenn Jordan                                    | Paul Clark                 | Película de TV                            |
| 1994      | Next Door                                   | Tony Bill                                       | Matt Coler                 | Película de TV                            |
| 1995      | Enjuiciamiento: El Caso McMartin            | Mick Jackson                                    | Danny Davis                | Película de TV                            |
| 1996      | The Summer of Ben Tyler                     | Arthur Allan Seidelman                          | Temple Rayburn             | Película de TV                            |
| 1998-1999 | Hércules                                    |                                                 | Hades (voz)                | 30 episodios                              |
| 2000      | Dirty Pictures                              | Frank Pierson                                   | Dennis Barrie              | Película de TV                            |
| 2002      | Legend of the Lost Tribe                    | Peter Peake                                     | Guardia de prisión         | Película de TV                            |
| 2003      | Rudy: The Rudy Giuliani Story               | Robert Dornhelm                                 | Rudolph Giuliani           | Película de TV                            |
| 2005-2016 | Family Guy                                  |                                                 | Él mismo                   | 8 episodios                               |
| 2006      | Urgencias                                   |                                                 | Dr. Nate Lennox            | Episodio: "Body & Soul"                   |
| 2006      | Entourage                                   |                                                 | James Woods                | Episodio: "Aquamom"                       |
| 2006-2008 | Shark                                       |                                                 | Sebastian Stark            | 38 episodios                              |
| 2011      | Too big to fail                             | Curtis Hanson                                   | Richard Fuld               | Película de TV                            |
| 2012      | Coma                                        |                                                 | Dr. Howard Stark           | Miniserie de TV                           |
| 2013      | Mary and Martha                             | Phillip Noyce                                   | Padre de Mary              | Película de TV                            |
| 2013      | Ray Donovan                                 |                                                 | Sully Sullivan             | 6 episodios                               |
| 2017      | Justice League Action                       |                                                 | Lex Luthor                 | 7 episodios                               |

Videojuego
| Año  | Título original                       | Personaje         |
| ---- | ------------------------------------- | ----------------- |
| 1997 | Disney's Animated Storybook: Hercules | Hades (voz)       |
| 1998 | Disney's Hades Challenge              | Hades (voz)       |
| 1998 | Of Light and Darkness                 | Gar Hob (voz)     |
| 2002 | Kingdom Hearts                        | Hades (voz)       |
| 2004 | Grand Theft Auto: San Andreas         | Mike Toreno (voz) |
| 2005 | Kingdom Hearts II                     | Hades (voz)       |
| 2006 | Scarface: The World is Yours          | George Sheffield  |
| 2010 | Kingdom Hearts Re:coded               | Hades (voz)       |
| 2012 | Sorcerers of the Magic Kingdom        | Hades (voz)       |
| 2019 | Kingdom Hearts III                    | Hades (voz)       |
| 2022 | Disney Dreamlight Valley              | Hades (voz)       |
| 2023 | Disney Speedstorm                     | Hades (voz)       |

## Premios y distinciones
Premios Óscar
| Año  | Categoría                       | Película              | Resultado |
| ---- | ------------------------------- | --------------------- | --------- |
| 1987 | Óscar al mejor actor            | Salvador              | Nominado  |
| 1997 | Óscar al mejor actor de reparto | Ghosts of Mississippi | Nominado  |